# Lee Yong-jae
Đây là một tên người Triều Tiên, họ là Lee.
Lee Yong-jae (tiếng Hàn: 이용재; sinh ngày 8 tháng 6 năm 1991) là một cầu thủ bóng đá người Hàn Quốc thi đấu cho câu lạc bộ Nhật Bản Fagiano Okayama ở J2 League.

## Sự nghiệp
Lee bắt đầu sự nghiệp với Trường Trung học Kỹ thuật Pohang Jecheol, sau Giải vô địch bóng đá U-17 thế giới 2007, anh đến châu Âu kí hợp đồng với Watford. Ngày 6 tháng 9 năm 2009 câu lạc bộ Pháp FC Nantes có được chữ ký của tiền đạo Hàn Quốc từ U-18 Watford FC với bản hợp đồng thời hạn 4 năm. Prior to joining đội bóng Pháp, Lee went on trial với Willem II Tilburg.
Lee ghi bàn thắng đầu tiên cho FC Nantes trước Châteauroux ngày 22 tháng 10 năm 2010.

## Sự nghiệp quốc tế
Lee đại diện quốc gia tham dự Giải vô địch bóng đá U-17 thế giới 2007 tổ chức tại quê nhà Hàn Quốc và chỉ thi đấu một trận.
Anh cũng thi đấu cho Đội tuyển bóng đá U-20 quốc gia Hàn Quốc.

## Thống kê câu lạc bộ
Cập nhật đến ngày 23 tháng 2 năm 2016.
| Thành tích câu lạc bộ | Thành tích câu lạc bộ | Thành tích câu lạc bộ | Giải vô địch | Giải vô địch | Cúp                   | Cúp                   | Cúp Liên đoàn              | Cúp Liên đoàn              | Tổng cộng | Tổng cộng |
| Mùa giải              | Câu lạc bộ            | Giải vô địch          | Số trận      | Bàn thắng    | Số trận               | Bàn thắng             | Số trận                    | Bàn thắng                  | Số trận   | Bàn thắng |
| Pháp                  | Pháp                  | Pháp                  | Giải vô địch | Giải vô địch | Cúp bóng đá Pháp      | Cúp bóng đá Pháp      | Cúp Liên đoàn bóng đá Pháp | Cúp Liên đoàn bóng đá Pháp | Tổng cộng | Tổng cộng |
| --------------------- | --------------------- | --------------------- | ------------ | ------------ | --------------------- | --------------------- | -------------------------- | -------------------------- | --------- | --------- |
| 2010–11               | FC Nantes             | Ligue 2               | 26           | 2            | 5                     | 2                     | 0                          | 0                          | 31        | 4         |
| 2011–12               | FC Nantes             | Ligue 2               | 3            | 0            | 1                     | 0                     | 1                          | 0                          | 5         | 0         |
| 2012–13               | FC Nantes             | Ligue 2               | 10           | 1            | 3                     | 0                     | 1                          | 0                          | 14        | 1         |
| 2013–14               | Red Star              | National              | 29           | 4            | 0                     | 0                     | –                          | –                          | 29        | 4         |
| Thành tích câu lạc bộ | Thành tích câu lạc bộ | Thành tích câu lạc bộ | Giải vô địch | Giải vô địch | Cúp                   | Cúp                   | Cúp Liên đoàn              | Cúp Liên đoàn              | Tổng cộng | Tổng cộng |
| Mùa giải              | Câu lạc bộ            | Giải vô địch          | Số trận      | Bàn thắng    | Số trận               | Bàn thắng             | Số trận                    | Bàn thắng                  | Số trận   | Bàn thắng |
| Nhật Bản              | Nhật Bản              | Nhật Bản              | Giải vô địch | Giải vô địch | Cúp Hoàng đế Nhật Bản | Cúp Hoàng đế Nhật Bản | J. League Cup              | J. League Cup              | Tổng cộng | Tổng cộng |
| 2014                  | V-Varen Nagasaki      | J2 League             | 14           | 3            | 0                     | 0                     | –                          | –                          | 14        | 3         |
| 2015                  | V-Varen Nagasaki      | J2 League             | 35           | 7            | 1                     | 0                     | –                          | –                          | 36        | 7         |
| Tổng                  | Tổng                  | Tổng                  | 117          | 17           | 11                    | 2                     | 2                          | 0                          | 130       | 19        |

### Bàn thắng quốc tế
| # | Ngày                | Địa điểm                             | Đối thủ | Tỉ số | Kết quả | Giải đấu |
| - | ------------------- | ------------------------------------ | ------- | ----- | ------- | -------- |
| 1 | 11 tháng 6 năm 2015 | Sân vận động Shah Alam, Kuala Lumpur | UAE     | 2–0   | 3–0     | Giao hữu |